# Кокорський
Коко́рський (рос. Кокорский) — селище у складі Зоринського району Алтайського краю, Росія. Входить до складу Стародрачонінської сільської ради.
Стара назва — Кокорське.

## Населення
Населення — 145 осіб (2010; 181 у 2002).
Національний склад (станом на 2002 рік):
- росіяни — 94 %